# Агустін Шталь
Агустін Шталь (ісп. Agustín Stahl, 21 січня 1842 — 12 липня 1917) — пуерто-риканський лікар та вчений, цікавився різноманітними питаннями з ентології, ботаніки та зоології. Він виступав за незалежність Пуерто-Рико від Іспанії.

## Біографія
Шталь народився в Агуаділья (Пуерто-Рико) і отримав ім'я Антон Адольф Август, його батьками були Іоганн Генріх Крістіан Шталь та Марія Гелена Штам. Народився у протестантській сім'ї, але у віці близько трьох років був охрещений в католицьку віру у місті Агуаділья, де згодом отримав початкову освіту.
Навчався в університеті Вюрцбурга та у Карловому університет) у Празі, закінчив останній зі ступенем доктор медичних наук у 1864 році. Після закінчення навчання Шталь повернувся у Пуерто-Рико, де він заснував свою медичну практику в місті Баямон.

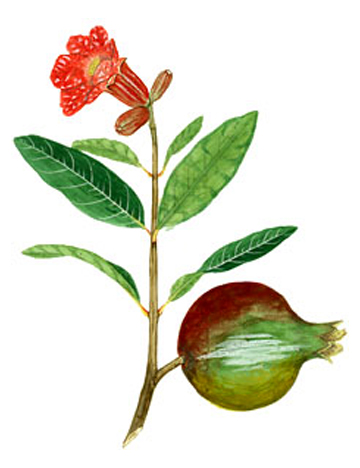
'Punica granatum'. Акварель Агустіна Шталя

Окрім основного заняття - медицини, Шталь проводить дослідження та експерименти в галузі етнології, ботаніки та зоології. Також він цікавився історією та історичними дослідженнями.
Шталь написав «Estudios sobre la flora de Puerto Rico» («Вивчення флори Пуерто-Рико»), опубліковані у 6 частинах у період 1883-88 років. Копії колекції рослин Шталя з близько 1330 рослин можна знайти у різних ботанічних садах по усьому світу. Його колекції послужили основою для численних досліджень, в результаті деяких з них були створені нові таксони..
У 1866 році Шталь започаткував звичай прикрашати різдвяні ялинки у Пуерто-Рико,  коли прикрасив дерево у себе на задньому дворі. Містяни Баямона охрестили ялинки "El árbol de Navidad del Doctor Stahl" (Різдвяна ялинка доктора Шталя).
Шталь був твердо переконаний, що Пуерто-Рико має отримати незалежність від Іспанії, і був членом "Partido Autonomista Puertorriqueño" Пуерт-риканської автономістської партії. Ця група прагнула політичної та правової незалежності для Пуерто-Рико. Однак через політичні погляди Шталя він був виключений з цивільного інституту природничих наук Іспанії та був висланий з Іспанії у 1898 році.
Шталь помер 12 липня 1917 року в місті Баямон. У будинку, де мешкав Шталь, знаходиться його музей. Відомий пуерто-риканський скульптор Томас Батіста створив бюст Агустіна Шталя, який розташований на території університету міста Каєй.
На честь Агустіна Шталя було названо рід рослин Stahlia та п'ять видів: Argythamnia stahlii, Senna pendula var. stahlii , Eugenia stahlii, Lyonia stahlii та Ternstroemia stahlii.  Рід Stahlia представлений єдиним видом S. monosperma (Tul.) Urb., поширеним тільки в Пуерто-Рико та у східній частині Домініканської Республіки. 

## Окремі наукові праці
- Notes on Puerto Rico’s Flora

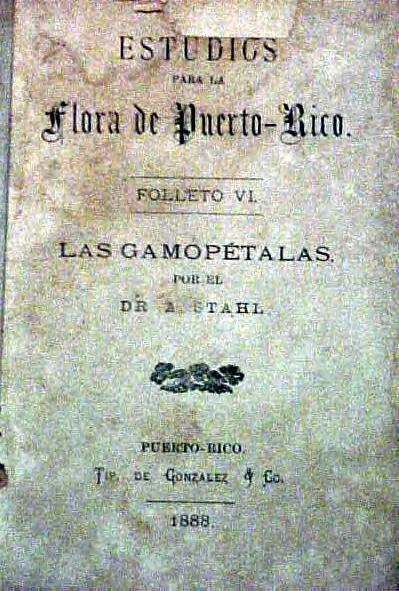
Нотатки про Флору Пуерто-Рико Агустіна Шталя

- Report on the Disease of the Sugar Cane
- Puerto Rican Flora
- The Puerto Rican Indians
- The Founding of Aguadilla
- The Founding of Bayamón
- A. Stahl, Flora de Puerto Rico: Acuarelas de Agustin Stahl publicadas por el Fideicomiso de Conservacion de Puerto Rico en Ocasion de su Vigesimoquinto Aniversario. ISBN 0963342908